# Borough of Rugby
Rugby ist ein Verwaltungsbezirk mit dem Status eines Borough in der Grafschaft Warwickshire in England. Verwaltungssitz ist die Stadt Rugby, in der etwa zwei Drittel der Bevölkerung lebt. Weitere bedeutende Orte sind Binley Woods, Brinklow, Clifton-upon-Dunsmore, Dunchurch, Long Lawford, Ryton-on-Dunsmore, Stretton-on-Dunsmore, Wolston und Wolvey.
Der Bezirk wurde am 1. April 1974 gebildet und entstand aus der Fusion des Municipal Borough Rugby und des Rural District Rugby.